# Tillandsia almeriae
Tillandsia almeriae är en gräsväxtart som beskrevs av Werner Rauh. Tillandsia almeriae ingår i släktet Tillandsia och familjen Bromeliaceae. Inga underarter finns listade i Catalogue of Life.